# Ergican Saydam
Ergican Saydam (* 28. März 1929 in Istanbul; † 21. Dezember 2009 ebenda) war ein türkischer Pianist und Musikwissenschaftler.

## Leben und Karriere
Er wurde ausgebildet bei dem Wiener Pianisten Friedrich Wührer in München und war ein Vertreter der alten Wiener Pianisten-Tradition. Er wirkte als Leiter der Abteilung Ernste Musik beim Türkischen Rundfunk (TRT) in Istanbul und als Professor an der Musikhochschule Istanbul, als Gast-Professor in Italien, Österreich, Deutschland, Venezuela und Guayana.
Saydam spielte als Orchester-Solist und bei Klavierabenden sowie im Duo mit den Professoren Michael Grube (Violine) und Lukas David (Violine).
Außerdem begleitete er noch in seinen letzten, wichtigen Konzerten seine Tochter Ezgi Saydam (Sopran). In Asien, Amerika und Afrika sowie in allen europäischen Musik-Metropolen wurde seine Interpretationskunst sehr geschätzt.